# المحكمة الجنائية الدولية ليوغوسلافيا السابقة
المحكمة الجنائية الدولية ليوغوسلافيا السابقة هي لجنة أسستها منظمة الأمم المتحدة لمحاكمة جرائم الحرب التي ارتكبت في يوغوسلافيا السابقة. تؤدي المحكمة مهامها باستقلالية ومقرها في لاهاي. تأسست بموجب قرار مجلس الأمن رقم 827 في 25 مايو 1993. لديها الولاية القضائية حول عدة أنواع من الجرائم المرتكبة في المنطقة التي كانت تمثل يوغوسلافيا سابقاً منذ عام 1991، كالمخالفات الجسيمة لاتفاقيات جنيف، ومخالفة القوانين أو ارتكاب الجرائم مثل الإبادة الجماعية والجرائم الإنسانية الأخرى. بإمكانها محاكمة الأفراد ولكن ليس المنظمات أو الحكومات. العقوبة القصوى التي يمكن استخدامها هي السجن المؤبد.

## وصلات خارجية
- الموقع الرسمي